# Coridius
Coridius – rodzaj pluskwiaków z podrzędu różnoskrzydłych i rodziny Dinidoridae. Obejmuje 36 opisanych gatunków.

## Morfologia
Pluskwiaki o ciele podługowato-jajowatym w zarysie, silniej wypukłym po stronie brzusznej niż po stronie grzbietowej.
Niewielkich rozmiarów głowa jest trójkątna w zarysie, z wierzchu niemal płaska. Krawędzie boczne głowy przed oczami są lekko sinusoidalne. Płytki żuwaczkowe są dłuższe od przedustka i stykają się przed nim. Oczy złożone robią wrażenie szypułkowatych. Odległość między przyoczkami jest od dwóch do czterech razy większa niż odległość między przyoczkiem a brzegiem oka złożonego. Czułki zbudowane są z pięciu członów, z których pierwszy dochodzi do wierzchołka głowy. Kłujka zbudowana jest z czterech członów i w spoczynku dochodzi do bioder środkowej pary odnóży. Drugi jej człon jest najdłuższy. Bukule są płatowate, zaokrąglone.
Przedplecze ma lekko wykrojoną krawędź przednią, proste do lekko wystających kąty przednie, zbieżne i proste do lekko zakrywionych krawędzie przednio-boczne oraz zaokrąglone kąty boczne. Nie dochodząca do środka długości odwłoka tarczka ma faliste brzegi boczne i obszerny, zaokrąglony wierzchołek. Półpokrywy mają dłuższe od tarczki przykrywki i dochodzące do końca odwłoka lub wykraczające poza jego koniec zakrywki. Środkiem śródpiersia biegnie podłużny rowek, niekiedy ograniczony do jego przedniej części. Gruczoły zapachowe zatułowia mają języczkowato przedłużone kanaliki wyprowadzające. Odnóża zwieńczone są trójczłonowymi stopami.  
Odwłok ma zazwyczaj odsłonięte listewki brzeżne. Przetchlinki na pierwszym z widocznych sternitów odwłoka zasłonięte są przez zapiersie. Genitalia samca cechują się obecnością od trzech do czterech par wyrostków na koniunktywie.

## Rozprzestrzenienie
Rodzaj ten występuje w etiopskiej części Afryki, na Madagaskarze, Sokotrze, w Afryce Północnej, Lewancie, na Półwyspie Arabskim, w Nepalu, Indiach, Sri Lance, południowych Chinach, na Tajwanie i w Azji Południowo-Wschodniej od Laosu, Wietnamu i Filipin przez Malezję po Indonezję.

## Taksonomia
Takson ten wprowadzony został w 1807 roku przez Johanna Karla Wilhelma Illigera. Gatunkiem typowym autor ów wyznaczył Cimex ianus, opisanego w 1775 roku przez Johana Christiana Fabriciusa. Ostatniej rewizji rodzaju dokonał w 1990 roku Jerzy Adrian Lis, wydzielając zeń rodzaj Coridiellus.
Do rodzaju tego zalicza się 36 opisanych gatunków:

- Coridius affinis (Costa, 1847)
- Coridius alternatus (Distant)
- Coridius assamensis (Distant, 1902)
- Coridius brunneus (Thunberg, 1783)
- Coridius castaneus (Signoret)
- Coridius chinensis (Dallas, 1851)
- Coridius cuprifer (Westwood, 1837)
- Coridius cuprinus (Stål, 1870)
- Coridius deckerti Lis, 1990
- Coridius dimorphus (China, 1928)
- Coridius divergens (Distant, 1878)
- Coridius dubitabilis (Fairmaire, 1858)
- Coridius duraiae Lis, 1990
- Coridius farleyi (Distant, 1878)
- Coridius flavomarginatus (Signoret, 1861)
- Coridius fuscus (Westwood, 1837)
- Coridius janus (Fabricius, 1775)
- Coridius kerzhneri Lis, 1990
- Coridius laosanus (Distant, 1921)
- Coridius lividus (Distant, 1898)
- Coridius marginatus (A. Costa, 1847)
- Coridius neobrunneus Ahmad, Hussain & Kamaluddin, 1997
- Coridius nepalensis (Westwood, 1837)
- Coridius nubilus (Westwood, 1837)
- Coridius prolixus (Lethierry, 1881)
- Coridius pseudaffinis Lis, 1996
- Coridius pseudoflavomarginatus Kocorek, 2003
- Coridius putoni (Bolivar, 1879)
- Coridius reflexus (Westwood, 1837)
- Coridius remipes (Stål, 1853)
- Coridius rufomarginatus Carlini, 1895
- Coridius sanguinolentus (Westwood, 1837)
- Coridius singhalanus (Distant, 1900)
- Coridius turbatensis Ahmad, Hussain & Kamaluddin, 1997
- Coridius viduatus (Fabricius, 1794)
- Coridius xanthopterus (Fairmaire, 1858)